# Västerstrands AIK
Västerstrands AIK ist ein schwedischer Sportverein aus der Stadt Karlstad. Der Verein wurde 1940 gegründet. 
Västerstrands AIK ist vor allem bekannt für seine Bandyabteilung. Dabei ist die Frauenmannschaft die dominierende Mannschaft, denn sie konnte bisher sechsmal Schwedischer Meister werden und spielt aktuell in der Damallsvenskan, der höchsten Spielklasse. Die Herrenmannschaft spielt in der Division 3 (4. Liga).
Die Abkürzung AIK steht für Allmänna Idrottsklubben, zu deutsch etwa: Allgemeiner Sportklub.

## Erfolge
Frauenmannschaft:
- Schwedischer Meister: 1991, 1992, 1994, 1997, 2001, 2002